# Evelyn Greenleaf Sutherland
Evelyn Greenleaf Sutherland, o Evelyn Sutherland (Cambridge, 15 settembre 1855 – Boston, 24 dicembre 1908), è stata una commediografa statunitense.

## Biografia
Nata nel Massachusetts, scrisse in collaborazione alcune commedie di successo che furono rappresentate anche dopo la sua morte, avvenuta nel 1908. Insieme a Booth Tarkington, autore del romanzo, curò la versione teatrale di Monsieur Beaucaire, testo che venne ripreso in parte da Ernst Lubitsch per il suo Montecarlo, interpretato da Jeanette MacDonald e Jack Buchanan.
Cecil B. DeMille, nel 1925, adatterà per lo schermo The Road to Yesterday, una sua commedia scritta insieme a Beulah Marie Dix.
Muore nel 1908, a Boston, all'età di 53 anni.

## Filmografia
- Monsieur Beaucaire di Sidney Olcott – dal lavoro teatrale (1924)
- La strega di York (The Road to Yesterday) di Cecil B. DeMille – dal lavoro teatrale (1925)
- Montecarlo di Ernst Lubitsch – dal lavoro teatrale Monsieur Beaucaire  (1930)

## Lavori teatrali
- Marse Van – scritta con Emma Sheridan Frye (1896)
- Beaucaire – scritta con Booth Tarkington (1901)
- Joan o' the Shoals (1902)
- A Rose o' Plymouth-town – scritta con Beulah Marie Dix (1902)
- The Road to Yesterday – scritta con Beulah Marie Dix (1906)
- The Lilac Room – scritta con Beulah Marie Dix (1907)
- Monsieur Beaucaire – musical basato su Beaucaire (1919)
- The Dream Girl – musical basato su una commedia scritta con Beulah Marie Dix (1924)